# كوينتن بروكس
كوينتن بروكس (بالإنجليزية: Quentin Brooks)‏ هو لاعب رماية أمريكي، ولد في 4 سبتمبر 1920 في ماكالستر في الولايات المتحدة، وتوفي في 7 مايو 2007 في ريتشاردسون في الولايات المتحدة.

## وصلات خارجية
- كوينتن بروكس على موقع أوليمبيديا (الإنجليزية)